# اس‌اس اورگن (۱۸۸۳)
اس‌اس اورگن (۱۸۸۳) (به انگلیسی: SS Oregon (1883)) یک کشتی بود که طول آن ۵۲۱ فوت (۱۵۹ متر) بود. این کشتی در سال ۱۸۸۳ ساخته شد.